# Britney Gallivan
Britney Crystal Gallivan (n. 1985, Pomona, California) este cunoscută pentru calcularea numărului maxim de plieri în jumătate care pot fi aplicate unei foi de hârtie sau orice alt material pliabil.

## Biografie
În ianuarie 2002, fiind în primul an de universitate, Gallivan a demonstrat practic că o bucată de hârtie igienică de 1200 m lungime poate fi pliată în jumătate de douăsprezece ori. Aceasta contravenea consensului că o foaie de hârtie de orice dimensiuni poate fi pliată de cel mult șapte ori. A demonstrat că, pentru a utiliza un volumn mai mic de hârtie, plierile trebuie să aibă loc în aceeași direcție pe o coală de hârtie îngustă și lungă, față de direcții perpendiculare pe o coală de hârtie pătrată. Pe lângă demonstrația empirică, Britney a alcătuit și o ecuație cu ajutorul căreia se poate calcula lățimea sau lungimea minimă a coalei de hârtie de grosimea t pentru ca aceasta să poată fi pliată de n ori.
La 22 septembrie 2006, a avut o prezentare în cadrul Consiliului Național al Profesorilor de Matematică⁠(en)[traduceți].
Gallivan a absolvit Universitatea Berkeley din California în 2007, cu diplomă în științele naturii.

## Teoria plierii hârtiei
Valoarea aproximativă a lățimii minime a foii de hârtie necesară pentru pliere în direcții perpendiculare este
{\displaystyle W=\pi t2^{(3/2)\left(n-1\right)}.}
unde W este lățimea foii de hărtie cu grosimea t, iar n este numărul de plieri în două direcții. Formula funcționează și pentru foi de hârtie dreptunghiulare (de exemplu cu un raport lungime-lățime de 2:1). În cazul plierii unei coli lungi într-o singură direcție, lungimea exactă L necesară plierii este
{\displaystyle L={\frac {\pi t}{6}}\left(2^{n}+4\right)\left(2^{n}-1\right),}
unde t reprezintă grosimea materialului pliat, iar n este numărul de plieri într-o singură direcție.
Ecuațiile demonstrează că orice material trebuie să aibă o lungime de {\displaystyle \pi } ori mai mare decât grosimea pentru a putea fi pliat, iar cât se micșorează lungimea materialului cu fiecare pliere depinde de modul (direcțiile) în care plierea are loc.